# Thomas Jech
Thomas J. Jech (Praga, 29 de janeiro de 1944) é um fotógrafo e matemático especializado na teoria dos conjuntos.
Foi professor na Universidade Estadual da Pensilvânia por mais de 25 anos. Foi educado na Universidade Carolina (seu orientador foi Petr Vopěnka) e está agora no Instituto de Matemática da Academia de Ciências da República Checa. O campo de estudo do professor Jech também inclui a lógica matemática, álgebra, análise, topologia e teoria da medida.